# Latasónica
Latasónica es una banda de percusión alternativa que comenzó su actividad en 1999. La banda utiliza objetos de la vida cotidiana, como latas, tanques plásticos o metálicos, caños de PVC y chancletas, volviéndolos instrumentos musicales. Los miembros de Latasónica componen y reproducen diferentes estilos musicales, desde música electrónica hasta tango. Se definen como creadores de música con desechos.

## Trayectoria
La banda se formó en 1999 como consecuencia de los talleres municipales a cargo de Nicolás Arnicho, quien seleccionó a un grupo de estudiantes para una actuación de su banda en 1998, La Tribu Mandril. Así comenzaron, en ese momento eran 12 integrantes y en la actualidad son 8. Desde entonces han llevado a cabo shows callejeros, espectáculos para niños, fiestas electrónicas, intervenciones urbanas e inauguración de espacios públicos. También abrieron el concierto de Calle 13 en el teatro de verano Ramón Collazo, Montevideo. Han realizado eventos a beneficio como el espectáculo para Aldeas Infantiles SOS Uruguay, el 6 de julio de 2017, en el teatro Metro. Además han llevado la percusión alternativa a otros países, por ejemplo, a España, en la Bienal de Catalunya-Uruguay, Barcelona, 2013.

## Instrumentos
Una característica esencial de Latasónica es la utilización de elementos de la vida diaria como instrumentos de percusión. Los mismos son denominados cotidiáfonos. Así, combinan música, diversión y reciclaje en sus composiciones y espectáculos. Consideran que la música está en todas partes, solo hay que descubrirla. Si bien los instrumentos varían, algunos de los que han utilizado son:
- Tanques
- Latas
- Caños de plástico
- Ollas viejas
- Tarrinas de leche antiguas
- Chancletas
- Baldes
- Tazas o vasos
- Cepillos
- Chapitas de hojalata
- Cubiertos
- Botellas

Los instrumentos los encuentran tirados en la vía pública, los reciclan, o son donados por amigos que descartan utensilios del hogar.

## Sonido
Esta banda de percusión alternativa fusiona el sonido de diferentes objetos con la música callejera. Al componer los temas se considera que objetos incluir según la performance a realizar y la sonoridad que se necesita. El cotidiáfono puede determinar en gran medida el tipo de composición sonora que se generará. La música surge a partir del objeto. En otros casos, se interviene sobre el objeto para obtener el sonido deseado según la música que se compuso. Por lo tanto, el sonido puede ser generado por el objeto o se busca el objeto adecuado para el sonido que se quiere producir.

## Composición y performance
Sus presentaciones incluyen una performance de percusión, expresan con el cuerpo, y la forma de tocar los cotidiáfonos, el sentir de la composición. Asimismo acompañan la presentación con vestuario y escenografía acorde a la temática.

### Sin desperdicio
Este musical interactivo cuenta la historia de 7 amigos que quieren formar una banda musical. Quieren cumplir su sueño juntos pero no tienen instrumentos, por lo tanto, se les ocurre construirlos buscando diferentes objetos en sus casas y el barrio.

### Centenario deLa Cumparsita
En 2017, llevaron a cabo un trabajo audiovisual con otros artistas uruguayos para conmemorar los 100 años del clásico tango de Gerardo Matos Rodríguez. Los instrumentos utilizados en esta versión fueron tubos, latas, chancletas y tanques.

### Latasónica 18 años
Este espectáculo se realizó en el teatro Solís, en 2018, primera vez que la banda tocaba en este lugar icónico del Uruguay. Se presentaron con un repertorio propio con muchos artistas invitados e interpretaron La Cumparsita en vivo por primera vez. Se hizo énfasis en la identidad cultural uruguaya, fomentando, a su vez, la diversidad cultural y la interacción de lo nuevo con lo tradicional.